# Gautier (Mississippi)
Gautier è una città (city) degli Stati Uniti d'America, situata nella contea di Jackson, nello Stato del Mississippi.

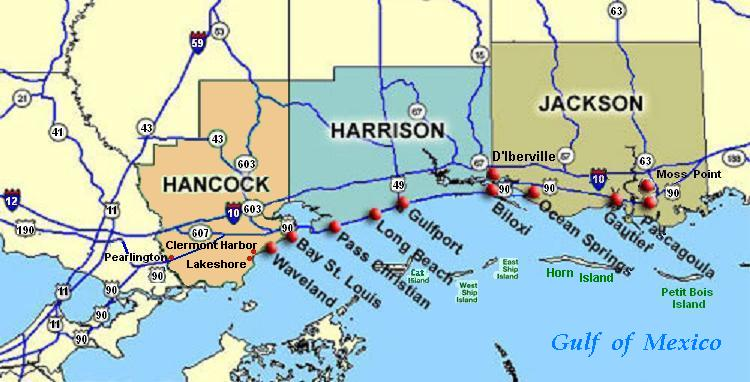
La costa del Mississippi sul Golfo del Messico con Gautier